# Szczecińskie Przedsiębiorstwo Budownictwa Przemysłowego

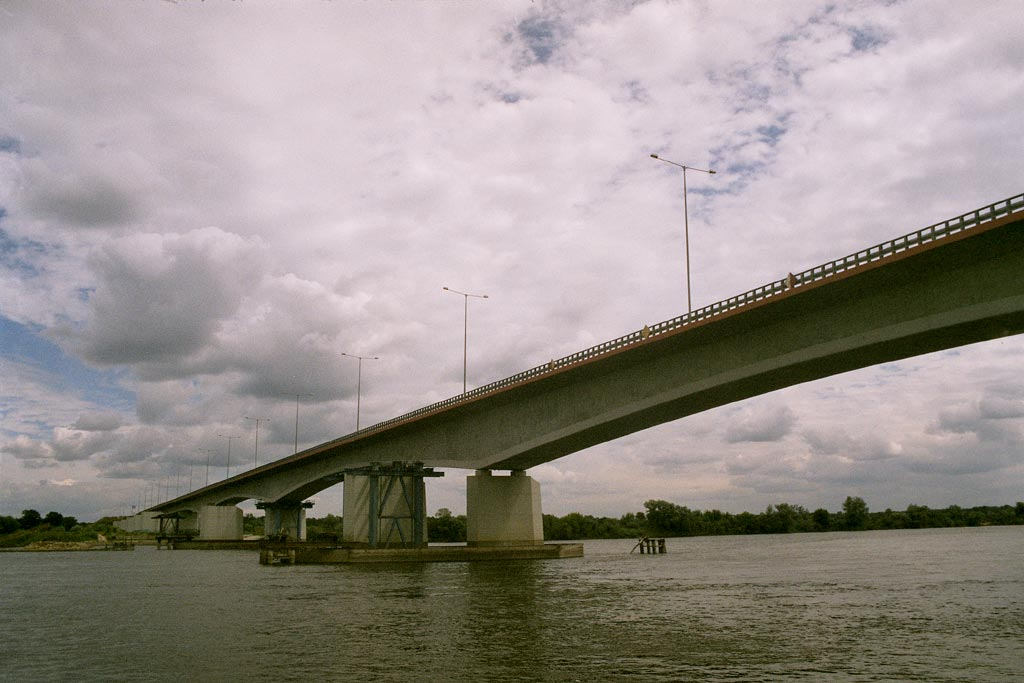
Most przez Wisłę budowanej autostrady A1 w toruńskich Czerniewicach budowany przez ESPEBEPE

Szczecińskie Przedsiębiorstwo Budownictwa Przemysłowego (ESPEBEPE) – szczecińska firma, zajmująca się budownictwem przemysłowym, wpisana do KRS w 2001 roku jako spółka akcyjna. Spółka obecna była na warszawskiej giełdzie do 30 kwietnia 2003 roku. Przedsiębiorstwo zostało zlikwidowane.

## Budowane obiekty
- W 1997 wybudowała most łączący Brzozę ze Złotorią i Grabowcem w województwie kujawsko-pomorskim. Budowano go nowoczesną metodą nasuwania przęseł z dwóch stron ku sobie, przy użyciu szwedzkiego sprzętu budowlanego. Był to pierwszy most w Polsce, budowany tą metodą. Most jest częścią autostrady A1.
- pawilony Wojewódzkiego Szpitala Dziecięcego w Toruniu.